# Ducunt volentem fata, nolentem trahunt
Ducunt volentem fata, nolentem trahunt (lett. "Il fato conduce colui che vuole lasciarsi guidare, trascina colui che non vuole") è una frase latina tratta dalle Epistole a Lucilio (107, 11, 5) di Seneca, il quale cita un verso del filosofo stoico Cleante.
Dopo aver esortato il suo amico Lucilio all'accettazione di tutto ciò che proviene dalla divinità, nella consapevolezza che è la divinità a dirigere e a governare il mondo (secondo i precetti etici dello stoicismo), Seneca, stando a quanto egli stesso afferma, traduce dei versi del filosofo stoico Cleante, che esemplificano tale morale di conformità alla ragione divina. 
Quocumque placuit; nulla parendi mora est.
Adsum inpiger. Fac nolle, comitabor gemens.
Maiusque patiar, facere quod licuit bono.
Ducunt volentem fata, nolentem trahunt.»
dovunque tu voglia; non esiterò ad ubbidirti.
Vengo sollecito. Se mi opponessi, ti dovrei comunque seguire, ma fra i gemiti,
e subirei da uomo malvagio quello che era giusto sopportare da virtuoso.
I fati conducono chi [li] vuole, trascinano chi non [li] vuole.»
(Seneca, Epistulae morales ad Lucilium, 107, 11, 5 (Cleante, SVF I, 527); traduzione in  Roberto Radice (a cura di), Stoici antichi. Tutti i frammenti secondo la raccolta di Hans von Arnim, 2ª ed., Milano, Bompiani, 2014  [2002],  p. 233.)
Il quinto e ultimo di tali versi (Ducunt... trahunt, appunto), dal momento che manca di una corrispondente attestazione in greco, divide la critica, incerta se attribuirlo a Cleante o a Seneca stesso.
Al giorno d'oggi, tale frase viene utilizzata con tono ironico o sarcastico per evidenziare l'inutilità di un'opposizione ad una decisione presa dall'alto.
Con tale frase, nella forma Ducunt fata volentem, nolentem trahunt, si conclude Il tramonto dell'Occidente del filosofo Oswald Spengler.